# Richard Volkmann
Richard von Volkmann (Leipzig, 17 de agosto de 1830 - Jena, 28 de noviembre de 1889), también conocido como Richard Leander, fue un destacado cirujano, poeta y cuentista infantil alemán.

## Biografía
Su padre era el doctor en anatomía, fisiología y filosofía Alfred Wilhelm Volkmann (1800-1877). Estudió en Halle y Giessen y se graduó de la Universidad de Berlín con el título de doctor en 1854. Comienza su carrera siendo asistente de Blasius Ernst (1802-1875) y a los veintisiete años, en 1857, trabaja en una clínica quirúrgica privada como docente. Más tarde, deja sus actividades a causa de la Guerra de las Siete Semanas contra Austria, en la que fue sargento activo. Al año siguiente es nombrado profesor titular de la cátedra de cirugía así como, en Halle, director de la clínica universitaria de cirugía.
Su participación en la guerra franco-prusiana, entre 1870 y 1871, le permitió experimentar con las técnicas recomendadas por Joseph Lister (1827-1912) para el tratamiento de la heridas de batalla. Si bien los resultados fueron, en su mayoría, decepcionantes, logró evitar numerosas infecciones. A lo largo de su vida mantendría su postura como promotor del sistema antiséptico en cirugía. 
Durante ese período comienza a escribir “Sammlung klinischer Vorträge”, en la que contribuyen destacados médicos y profesores abordando muchos de los temas médicos más controvertidos de la época, incluyendo Joseph Lister en la teoría sobre el tratamiento de heridas con antisépticos. También descubre su vocación literaria, escribiendo bajo el seudónimo de Richard Leander. Justamente en este período escribe su obra cumbre “Träumereien an französischen Kaminen”, Soñando junto a chimeneas francesas. También escribe poemas y recopila viejas canciones trovadorescas.
Poco después de la guerra, en 1872, retoma su actividad docente y junto a Gustav Simon (1824-1876) y Von Langenbeck Bernhard (1810-1887) forman la “Deutsche Gesellschaft für Chirurgie”, Sociedad Alemana para la Cirugía. A partir de éstas épocas aumenta su popularidad y se convierte, en 1877, en Consejero Médico Privado. Al año siguiente realiza la primera escisión de carcinoma de recto.
En 1879, estableció un nuevo hospital en Halle, que fue considerado un centro de instrucción ejemplar de cirugía en Europa. En dicha clínica obtendría sorprendentes beneficios de la técnica de Lister. Volkmann se interesó particularmente en la cirugía de articulaciones, extremidades y la cirugía de cáncer. Trató la tuberculosis en los huesos experimentando con yodo, aceite de hígado de bacalao y dietas. Tratamientos que rozan los primeros intentos de la cirugía preventiva. El hacinamiento de soldados con enfermedades infecciosas produjo un cierre inminente de la clínica.
En 1881 descubre el llamado Síndrome de Volkmann. Cuatro años después publica sus “Pequeñas Historias” y es nombrado caballero por el emperador alemán Guillermo I, convirtiéndose Richard Von Volkmann.
Murió de parálisis debido a una enfermedad vertebral crónica, después de una prolongada enfermedad, en la institución “Otto Ludwig Binswanger”.

## Su obra
- Träumereien an französischen Kaminen, Märchen. Leipzig, 1871.
- Aus der Burschenzeit. Halle, 1876.
- Gedichte. Halle, 1877.
- R. Leander’s sämtliche Werke. Leipzig, 1899.

- Datos: Q64707
- Multimedia: Richard von Volkmann / Q64707